# Aroa tomisa
Aroa tomisa är en fjärilsart som beskrevs av Druce 1896. Aroa tomisa ingår i släktet Aroa och familjen tofsspinnare. Inga underarter finns listade i Catalogue of Life.